# Qaḑā' Dayr al Kahf
Qaḑā' Dayr al Kahf (arabiska: قضاء دير الكهف) är en kommun i Jordanien.   Den ligger i guvernementet Mafraq, i den nordöstra delen av landet, 100 km öster om huvudstaden Amman.